# نهائي كوبا ليبرتادوريس 1990
نهائي كأس ليبرتادوريس 1990 هو النهائي الحادي والثلاثون من بطولة كأس ليبرتادوريس لتحديد الفائزين بكأس ليبرتادوريس 1990 ، النسخة 31 من كأس ليبرتادوريس ، بطولة كرة القدم الدولية الأولى في أمريكا الجنوبية التي نظمتها الكونميبول .
أقيمت المباريات النهائية بين نادي أوليمبيا الباراجوياني ونادي برشلونة الإكوادوري . استضاف أولمبيا مباراة الذهاب في ملعب ديفينسوريس ديل تشاكو في أسونسيون ، باراغواي في 3 أكتوبر 1990 ، بينما استضاف برشلونة مباراة الإياب في ملعب مونومينتال في غواياكيل ، الإكوادور في 10 أكتوبر 1990. 
فاز أوليمبيا بالمباراة النهائية 3-1 في مجموع المباراتين ليحقق لقبه الثاني في كوبا ليبرتادوريس. بصفتهم فائزين ، حصلوا على حق اللعب ضد الفائزين في كأس أوروبا 1989-1990 ، نادي ميلان الإيطالي ، في كأس الانتركونتيننتال 1990 في طوكيو ، اليابان. لقد حصلوا أيضًا على حق اللعب ضد الفائزين في 1990 Supercopa Libertadores في ريكوبا سودأمريكانا . ومع ذلك ، مع استمرار أوليمبيا أيضًا في الفوز بسوبركوبا ليبرتادوريس ، تم منحهم تلقائيًا لقب ريكوبا سوداميريكانا . كما تأهل أوليمبيا تلقائيًا لمرحلة خروج المغلوب من كأس ليبرتادوريس 1991 .

## الفرق المتأهلة
| فريق     | مشاركات سابقة (الخط الغليظ يشير إلى فوز) |
| -------- | ---------------------------------------- |
| أوليمبيا | 3 ( 1960، 1979 ، 1989)                   |
| برشلونة  | -                                        |